# デンコードー
株式会社デンコードー（英: Denkodo Co., Ltd.）は、東北地方と北海道地方を主な営業基盤とする家電量販店のチェーンストアである。かつては関東地方に店舗を展開したこともある。本社を宮城県名取市に設置する。
2007年にケーズホールディングス傘下となり、家電量販店としての店舗は2008年までに運営全店舗が「ケーズデンキ」となっている。かつては店舗名も社名と同じデンコードー（Denkodo、詳細後述）としていた。

## 概略
1957年に青森県青森市で電飾施工会社「電巧堂」として創業。その後ラジオ等の家電製品販売を行う株式会社電巧堂チェーンを経て、1965年に青森県八戸市に株式会社電巧堂を設立。東北地方太平洋側へ多店舗展開する（株式会社デンコードー）。
1990年、北斗電気を吸収合併して北海道に進出。1991年に株式会社電巧堂チェーンと株式会社デンコードーが統合した。
2004年に神奈川県を中心に店舗を展開していたワットマンが家電事業から撤退した為、同県と東京都の一部店舗を継承。「デンコードー」として初めて首都圏へ出店した。
2005年に誕生した、プロ野球東北楽天ゴールデンイーグルスのオフィシャル・スポンサーとなり、2006年・泉区に竣工した練習グラウンドの野球場の命名権を取得。「デンコードースタジアム泉」と命名された。ただし、店舗名をケーズデンキに統合する（後述）ことを受け2007年で命名権を返上、「イーグルス泉練習場」という本来の名称に戻された。オフィシャルスポンサーは店舗名をケーズデンキに移行してからも継続している。

### ケーズホールディングス傘下へ
2006年12月4日にギガスケーズデンキ（2007年2月28日に「ケーズホールディングス」に改称）に買収されることが発表され、2007年4月1日の株式交換によって同社の完全子会社とされた。これに先立ち同年3月末に上場廃止となった。この買収発表の時点ではデンコードーの店舗名が存続することが見込まれていたものの、のちの2007年7月に店舗名もケーズデンキに統一することが発表された。なおケーズHDとの経営統合前、デンコードーは単年度売上1千億円以上を達成しており、東北地方売上No.1の家電量販店に成長していた。
首都圏の店舗（前述）はケーズHD傘下となったのち、閉店およびケーズHDへの譲渡が行われ、当社としては2009年までに首都圏から撤退した。
ケーズHDの傘下となったのちは他のケーズHD傘下の企業との統合も行われ、2007年10月1日に東北ケーズデンキ（本社・茨城県水戸市、本部・福島県郡山市）を、2008年4月1日にフジヤ（本社・北海道釧路市）を吸収合併している。
2015年8月1日には、ケーズHDが株式交換によって完全子会社化した池田（本社・北海道伊達市）を吸収合併した。

## 沿革

### 株式会社電巧堂チェーン
青森市に本店を置き、東北地方の日本海側に店舗を展開。
- 1957年10月 - 青森県青森市安方町に「電巧堂」を創業。
- 1960年 - 青森県八戸市に八戸支店を開設。
- 1965年8月 - 八戸支店を分離独立。

### 株式会社電巧堂 → 電巧堂チェーン株式会社 → 株式会社デンコードー
八戸市、仙台市に本店を置き、東北地方の太平洋側に店舗を展開。
- 1965年8月 - 電巧堂八戸支店が分離独立。青森県八戸市十八日町にて「株式会社電巧堂」を設立。
- 1968年5月 - 本店を八戸市二十三日町に移転。
- 1970年10月 - 青森県むつ市に進出。
- 1972年
  - 4月 - 青森県十和田市に進出。多店舗出店を開始。
  - 11月 - 八戸市長横町に大型店舗を開設し、本社を移転。
- 1976年
  - 3月 - 八戸市長横町にて「電巧堂チェーン株式会社」を設立し、同社から営業権を譲渡する（電巧堂株式会社は不動産管理会社として分離する）。
  - 10月 - 岩手県盛岡市にて同県の核店舗を開設。
- 1981年8月 - 仙台市の「小松電気株式会社」の経営権を継承。
- 1982年4月 - 本店を宮城県仙台市中央二丁目に移転。
- 1984年8月 - 本店を仙台市榴岡一丁目に移転。仙台市に「DaC（Denkodo and Computer）」東口店を開設し順次出店（読みはダック）。作業服を着たアヒルがイメージキャラクターであり、営業車はダックカーと呼ばれた。
- 1986年
  - 4月 - 株式会社電巧堂を存続会社とし、電巧堂チェーン株式会社と合併して「電巧堂チェーン株式会社」に商号変更。
  - 10月 - 青森市の「株式会社電巧堂チェーン」と業務提携。
- 1988年
  - 7月 - 商号を「株式会社デンコードー」に変更。
  - 12月 - 株式を店頭公開。
- 1990年10月 - 北斗電気株式会社を吸収合併し、北海道に進出。

### 合併以後
- 1991年4月 - 株式会社電巧堂チェーンと株式会社デンコードーが対等合併し株式会社デンコードーとなる。東北・北海道地方に店舗網を構築。本店を青森市安方二丁目に移転。
- 1992年7月 - 本店を仙台市宮城野区榴岡一丁目に復帰。
- 1994年7月 - カルチュア・コンビニエンス・クラブ株式会社とフランチャイズ契約を締結、「TSUTAYA by Denkodo」として展開開始。
- 1995年
  - 3月 - カスミ家電との業務提携により「SUPER Denkodo」として店舗展開を開始。
  - 6月 - パソコン専門店「Comp City」の店舗展開を開始。
- 1996年6月 - ゲーム・CDソフトの新品・中古品買取販売専門店「WonderGOO」の店舗展開を開始する。
- 1997年
  - 7月 - 仙台放送と共同で、パソコン教室の企画・運営を主な目的とする子会社「メディアキャスト」を設立。クリスロード商店街に携帯通信専門店「メディアサイト仙台」（MS仙台）を開店。
  - 9月 - ミスターコンセントと業務提携を締結、家電修理専門業として「Mr.コンセント」の店舗展開を開始。
- 1998年7月 - 「SUPER Denkodo」をさらに強化した新大型店舗として、「MAX Denkodo」の第一号店である仙台南店を開店するとともに、新規事業として「コインランドリーひまわり」のテストマーケティングを開始。本社を名取市に移転（登記上は仙台市宮城野区榴岡一丁目のまま）。
- 1999年
  - 3月 - ハードオフコーポレーションとリサイクルショップ「HARD OFF」のフランチャイズチェーンに加盟。
  - 4月 - 同社のリサイクル事業を展開し、リサイクルショップ「HARD OFF」・「OFF HOUSE」の運営管理会社でもある「株式会社エコプラス」を、デンコードーによる全額出資子会社として設立。同年5月に第一号店である「HARD OFF」仙台西多賀店を開店。
  - 10月 - エンタテイメント事業拡大強化を図るため、ワンダーコーポレーションとの共同出資会社「北日本ワンダックス」を設立。
- 2000年9月 - 松下ロジスティックスと業務提携。東北6県をカバーする「東北D.L.C.（デンコードーロジスティックスセンター）」が稼働。
- 2001年
  - 8月 - 国内最大規模となる大型通信商品専門ショップ「MEDIA SITE21」を仙台市若林区大和町に開店。
  - 10月 - 東芝物流（現・SBS東芝ロジスティクス）と業務提携。北海道をカバーする「北海道D.L.C.」が稼働。
- 2002年
  - 4月 -　既稼働のD.L.C.2カ所で、SCM型新物流システムを稼働。
  - 9月 -　エディオン・上新電機・ミドリ電化・サンキュー及び同社との間で、それぞれ商品の企画・開発・仕入れ及びこれらに関連する業務提携（呼称：ボイスネットワーク・グループ）。
  - 11月 - 「MAX Denkodo」をさらに強化して「NEW MAX Denkodo」仙台南店を、同社店舗としては最大売場面積で開店。
- 2003年11月 - 仙台市泉区に同社最大規模の「MAX Denkodo」仙台北店を核として、「HARD OFF」・「OFF HOUSE」・「Garage OFF」・「Mr.コンセント」を同一敷地内に集積した「デンコードービレッジ」を開店。
- 2004年
  - 6月 - ワットマンと資本・業務提携を締結。同社より東京都・神奈川県下6店舗の営業権を譲り受ける。
  - 7月 - 東京都・神奈川県下にデンコードー6店舗を開店し、首都圏進出。
  - 7月 - 東芝物流（現・SBS東芝ロジスティクス）と業務提携。首都圏・神奈川をカバーする「神奈川D.L.C.」が稼働。
  - 10月 - 「ボイスネットワーク・グループ」の業務提携を解消。
  - 11月 - 3社販促勉強会「MACS3」を発足する。

### 株式会社よつば電機 → 株式会社東北ケーズデンキ
- 1969年11月 - 安住敏郎が福島県相馬市に東芝販売店「よつば電機」を創業[6]。
- 1976年 - メーカー系列外の家電量販店へ転換[6]。
- 1978年 - 浪江町に2号店を出店。
- 1991年7月 - 株式会社カトーデンキ（現・株式会社ケーズホールディングス）が発行済み株式の80％を取得。同社の連結子会社となり、本社を相馬市から茨城県水戸市のカトーデンキ内へ移転すると同時にフランチャイズ契約を締結。
- 1997年11月 - 親会社のカトーデンキが株式会社ケーズデンキに商号を変更したことに伴い、社名を株式会社東北ケーズデンキに変更。店舗名称も「よつば電機」から「ケーズデンキ」に変更。
- 2007年10月1日 - デンコードーへ吸収合併。

以降、後述。

### 株式会社池田
- 1967年 - 創業。当時はサンヨー薔薇チェーンに加盟して営業していた。
- 1978年 - 株式会社化。
- 1989年 - そうご電器とフランチャイズ契約。
- 2002年 - そうご電器の経営破綻を受け、そうご電器とのフランチャイズ契約を解消するとともに、新規にケーズデンキ（現・ケーズホールディングス）とフランチャイズ契約。同年3月28日、池田としてのケーズデンキ1号店かつ北海道のケーズデンキ1号店（むろらんパワフル館、2023年7月23日閉店）を開店。
- 2015年8月1日 - デンコードーに吸収合併。

以降、後述。

### デンコードーとケーズデンキ及び東北ケーズデンキ・池田・フジヤの経営統合以後
- 2007年
  - 4月1日 - 株式交換による経営統合により、ケーズホールディングスの子会社となる。これに伴い、2007年3月27日にデンコードー株式のジャスダック上場を廃止。
  - 4月7日 - SUPER登別店を閉店し、4月16日にMAX室蘭店として移転。同時に「HARD OFF」・「OFF HOUSE」・「TSUTAYA」を同一敷地内に集積した「デンコードービレッジ」をMORUE中島内にオープン。
    - 北海道初のデンコードービレッジであったが、後述の通り翌年にMAX室蘭店が株式会社池田へ移管。

  - 10月1日 - 東北ケーズデンキを吸収合併し、東北地域のケーズデンキ店舗の運営がデンコードーに移行。
  - 10月4日 - 2008年3月27日　北海道・東北における「デンコードー」ブランドの店舗を順次閉店。東北ケーズデンキが運営していたケーズデンキ店舗との統廃合が行われ、一部閉鎖店舗を除き改装工事後にケーズデンキへ転換された。
  - 11月8日 - 株式会社池田からケーズデンキ滝川パワフル館（滝川市）の営業権を譲受、同時にSUPER滝川店も閉鎖し、改めて「ケーズデンキ滝川パワフル館 By Denkodo」として移転オープン。
- 2008年
  - 1月20日 - MAX室蘭店を閉鎖。同店の営業権を株式会社池田に譲渡し、2月14日より、ケーズデンキ室蘭モルエ店としてリニューアル。
  - 4月1日 - 北海道でケーズデンキのFCを展開する株式会社フジヤを吸収合併。フジヤで運営するケーズ2店舗（紋別パワフル館・中標津パワフル館）の運営を譲受される。システム更新が伴うため、デンコードー運営店舗としての営業開始は、翌4月2日からとなる。
  - 4月6日 - 星川店を一時的に閉店。
  - 4月13日 - 成城店を閉鎖し東京都から撤退。また、星川店以外の神奈川県内の店舗も閉鎖された（当初は首都圏の店舗をケーズホールディングスに譲渡する予定であった）。
  - 4月24日 - 「ケーズデンキ星川パワフル館 By Denkodo」オープン。これによりデンコードーブランドの店舗は完全に消滅した。
  - 5月29日 - ケーズブランド導入後、転換ではない全くの新店として、「遠野パワフル館」が開業。
  - 6月26日 - 北海道のケーズ店舗拡大、デンコードーがケーズ転換後北海道のケーズ新店舗第1弾として北広島市に「インターヴィレッジ大曲店」オープン。
- 2009年　
  - 4月16日 - 「ケーズデンキ新・八戸本店 By Denkodo」オープン。
  - 8月18日 - ミスターコンセント星川店を閉店。
  - 8月31日 - 星川パワフル館のデンコードーによる運営を終了し、関東地区における当社運営店舗が消滅した。翌日の9月1日より、星川パワフル館はケーズHD運営となった。
  - 10月29日 - 吸収合併したフジヤの本社があった釧路市に「ケーズデンキ釧路本店」を開業。これによって、旧フジヤ運営の釧路パワフル館の閉店以来となる釧路へのケーズ再進出となる（デンコードーブランド時代に店舗展開したことはなく、デンコードーという企業としては初の釧路進出となる）。
- 2010年
  - 7月1日 - 子会社であるメディアキャストを吸収合併。
  - 12月1日 - デンコードー運営のTSUTAYAおよびWonderGooを、吸収分割により同日付で設立した完全子会社、デンコードーエンタテインメント（現・ティーアンドティー）へ譲渡。
- 2014年
  - 2月28日 - 関連会社である北日本ワンダックスを解散。
  - 7月1日 - エコプラスおよびデンコードーエンタテインメント（現・ティーアンドティー）が連結子会社から外れる。
- 2015年8月1日 - 池田を吸収合併。これにともない、北海道内の店舗はすべてデンコードーによる運営体制となった。

## 店舗
詳細は「過去に存在したデンコードーの店舗」を参照

### 業態

#### Denkodo

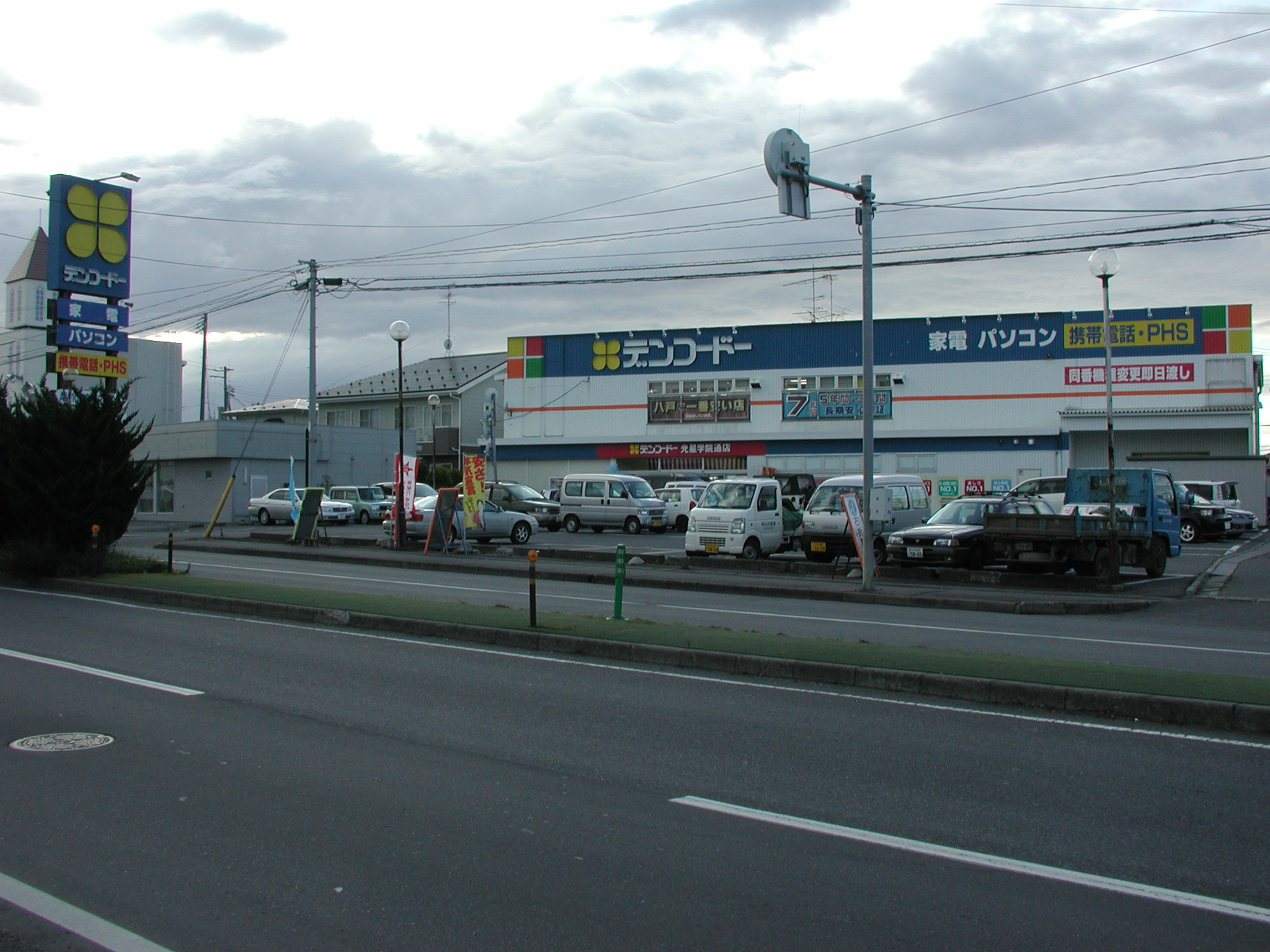
デンコードー光星学院通店（ケーズデンキ光星学院通店 By Denkodoに転換後2023年4月18日閉店）

家電と、携帯電話を取り扱う小規模店が中心だが、石巻店（現在のケーズデンキ石巻本店）のように、後述するSUPERやMAXを冠していないにもかかわらず、わずかながらではあるが規模の大きな拠点もあった。

#### SUPER Denkodo
| スーパーデンコードー時代の原町店 |  | ケーズデンキ By Denkodoとなった現在のケーズデンキ原町店（写真は、ブランド転換当初の原町パワフル館） |
| スーパーデンコードー時代の原町店 |  | ケーズデンキ By Denkodoとなった現在のケーズデンキ原町店（写真は、ブランド転換当初の原町パワフル館） |

「楽しい、新しい、面白い」をコンセプトに掲げ、家電と、携帯電話のほかに、CD、DVD、ゲームソフトの販売、中古買取を行っている店舗（一部店舗を除く）で、宅配・クレジット利用時用のレシート上の店名はSUPERを除いた「○○（店）」となっており、SUPERの識別はされていなかった。
なお、下記のMAXのカテゴリができる以前からある店舗でも規模の大きな店舗は現在のケーズやヤマダ電機の店舗のように「本店」を冠していた店舗も存在した。

#### MAX Denkodo
| マックスデンコードー秋田店 |  | ケーズデンキ秋田中央本店 |
| マックスデンコードー秋田店 |  | ケーズデンキ秋田中央本店 |

SUPER Denkodoの規模をさらに大きくした店舗で、売り場面積1,980平方メートル（600坪）以上の大型店舗を展開していた。
デンコードーではM○○（店）と呼称されており、宅配・クレジット利用時用のレシート上の店名も「M○○」となっていた。
上述のように、SUPER店の中でも規模の大きかった○○本店から転換したケースと、本店がつく店名の如何に関わらず、規模を拡張して新設ないしは移設した店舗に冠されていたケースが多い。
本社がある、名取市に所在した店舗（現在のケーズデンキ仙台南店）は、NEW MAX Denkodoの名称を使用し、宮城県の基幹店として、他のMAXを冠する店舗とさらに差別化を図っていた。

#### ケーズデンキ By Denkodo
上記の3形態の店舗および2007年9月以前より東北地区に存在したケーズデンキ店舗（旧・東北ケーズデンキ）は2007年10月1日より、株式会社フジヤが運営していた店舗については2008年4月2日より随時上記の店舗ブランドに変更されている。
北海道内では、株式会社池田が運営していた店舗があったため「By Denkodo」がつかないケースもあった。当社による池田の吸収合併に伴い、現在は道内店舗すべてが「By Denkodo」である。
また、ソフトバンク（仙台南店）や、ワイモバイル（仙台太白店、秋田中央本店、盛岡南店など）、ソフトバンクステージ・auスクエアの併設店も存在する。

#### TSUTAYA by Denkodo

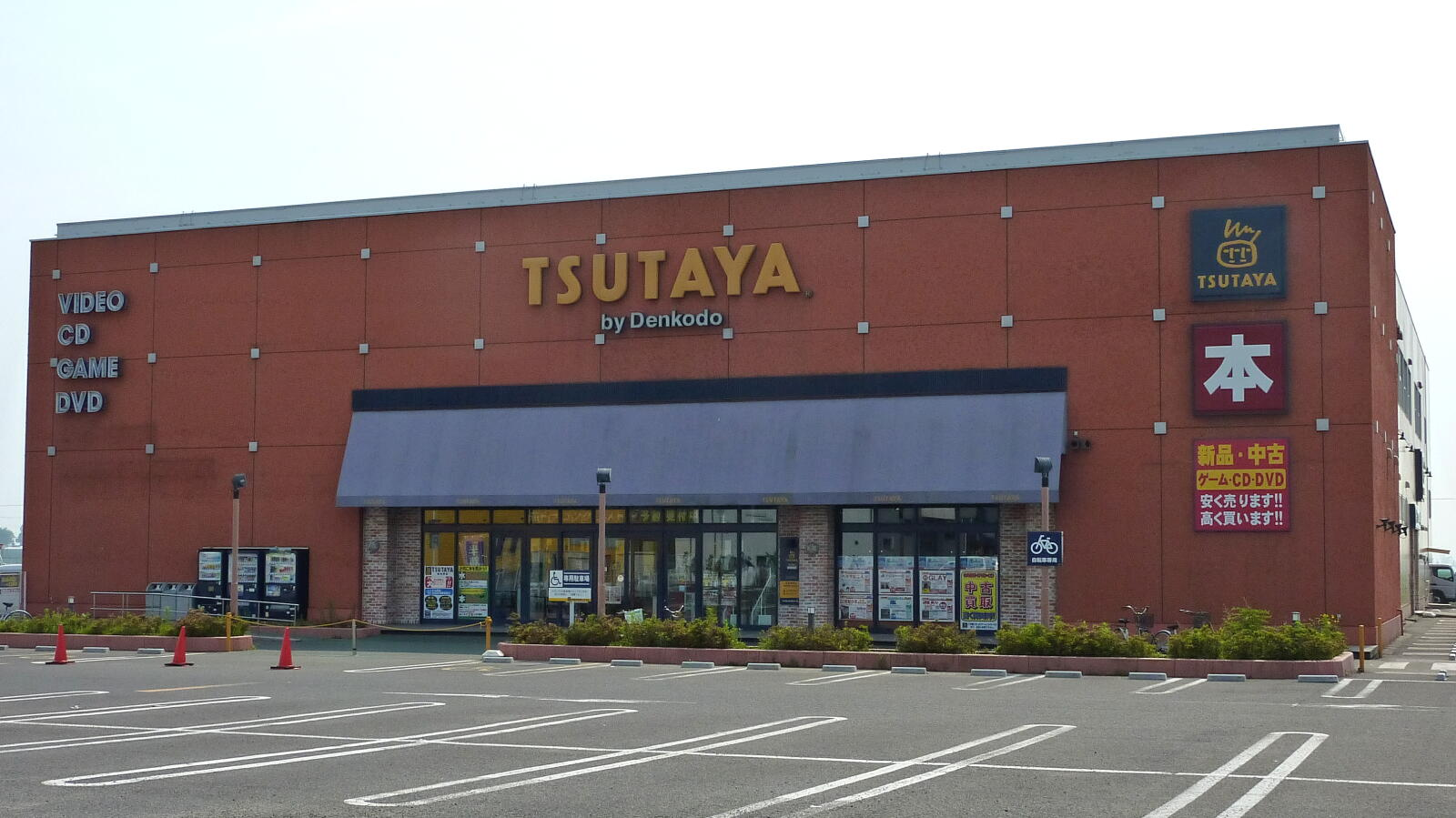
TSUTAYA by Denkodo仙台南店

地域によってはハードオフやオフハウスなどと隣接（なかには「デンコードービレッジ」（現在は「K'sビレッジ」）と呼ばれる拠点もある）行ったり、大型店舗への移転で生じた閉鎖店舗を譲渡ないしは上記ブランド店舗の進出を行ったりしている。
TSUTAYA店舗は、現在は全店舗がティーアンドティー（元・デンコードーエンタテインメント）へ運営移行している。
ハードオフ・オフハウスなどは、エコプラスによる運営となっている。

#### よつば電機
株式会社よつば電機（よつばでんき）が運営していた家電量販店。福島県を中心に、東北地方全域と新潟県、茨城県に出店していた。前述の通り、1997年に社名変更と親会社の商号変更につき「ケーズデンキ」へ転換。
デンコードーとは同社がケーズデンキの傘下に入る前は無関係であったが、両者ともに四つ葉のクローバーをロゴマークとして使用していた。但し、デンコードーは朱色地に水色のクキの無いクローバーだったのに対し、よつば電機は朱色地に黄緑色のクキのあるクローバーであった。
なお、前述の通り本社は相馬市→水戸市に存在したが、営業本部は郡山市に存在した。

#### その他店舗

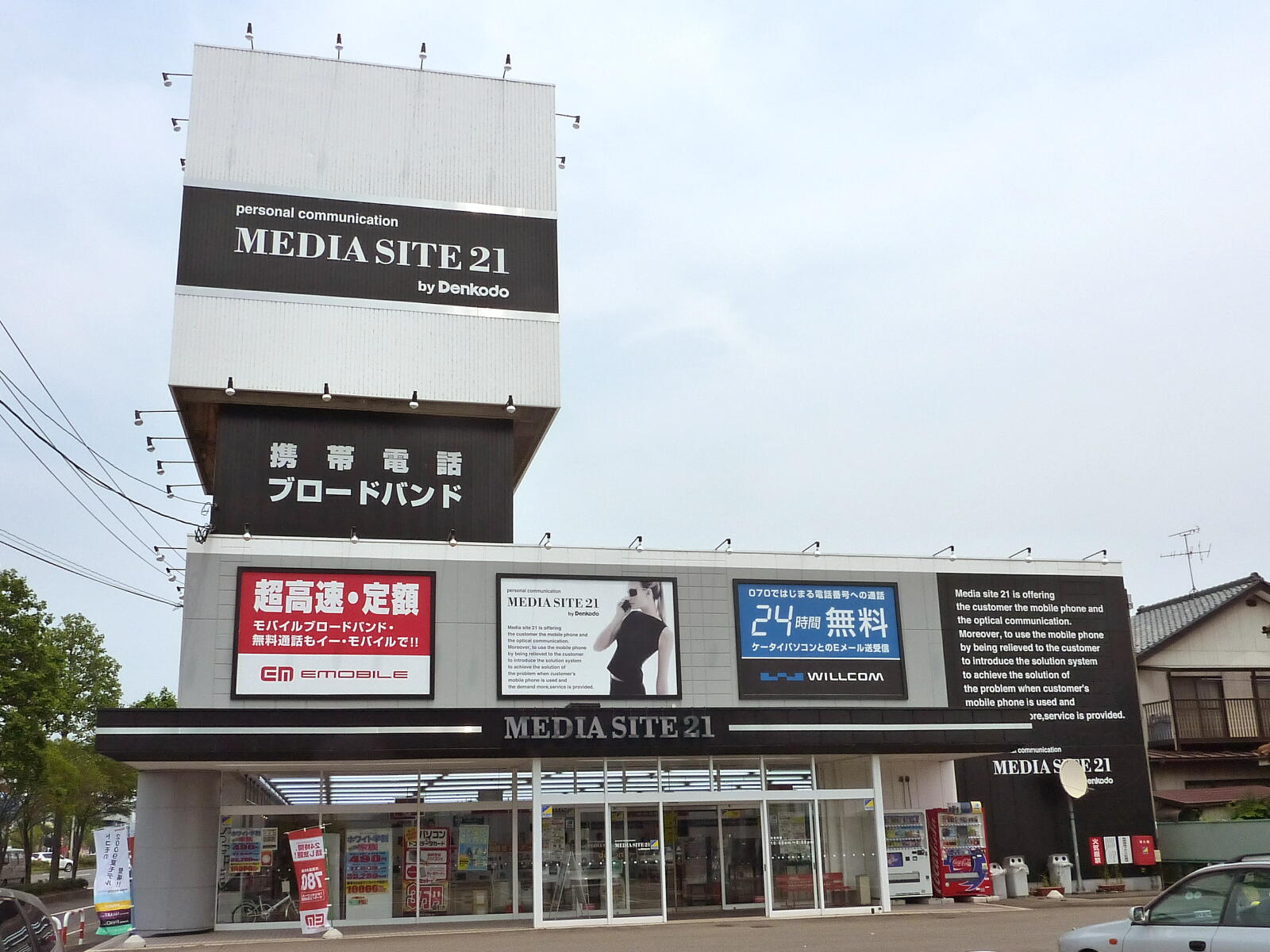
メディアサイト21西多賀店

このほかにも、WG○○（店）と呼称される、CD・ゲームソフトなどの中古買取・販売のみを行う「WonderGoo（ワンダーグー）」（旧カスミグループ）や、MS○○（店）と呼称される携帯電話の専門店「メディアサイト21」(かつては、21が付かない「メディアサイト」も存在した)などがある。
家電修理の「Mr.コンセント」、パソコン専門店の「CompCity（コンプシティ）」もかつて、存在した。
なお、MS21店舗は、2014年8月時点で弘前市にのみ現存していたが、2015年1月18日の営業をもって閉店した（デンコードーブランド時代は、MAX弘前店、MS21弘前、WG弘前の3店が一か所にあったが、旧東北ケーズ店舗の弘前本店が存続したため、デンコードーブランドのままMAX弘前店が閉鎖されたことから、MS21弘前、TSUTAYA WG弘前のみが同地で存続していた）。TSUTAYAおよびWG店舗は、現在は全店舗がデンコードーエンタテインメント（det）へ運営移行している（det移行後に、CCC本体内から移管されdetが運営するTSUTAYAとなった拠点も存在する）。
2007年10月1日の東北ケーズデンキ吸収合併後は、デンコードーブランドがケーズデンキブランドに、2008年3月までに順次変更されている。

## CM
デンコードー
- テレビCMでは長年「Enjoy Techno Life デンコードー♪」と言ったサウンドロゴが放映されていた。
  - 2000年頃から有名人を起用して、デンコードーの安さやサービスについてアピールするコマーシャルが放映されるようになった。
  - 2001年にサウンドロゴをマイナーチェンジ。それに伴いサウンドロゴ中から「Enjoy Techno Life」の部分がカットされた。
  - 2004年からサウンドロゴ中に再び「Enjoy Techno Life」の部分が復活。但し、かつてのサウンドロゴとはナレーションが変更されていた。
  - MAX Denkodoの店舗のみを宣伝するCMが新たに製作・放映されるようになると同時に、「MAX Denkodo♪」というサウンドロゴが新たに制作され、CM内で使用されるようになった。
  - 2007年3月からハイビジョンで製作されていた。
  - デンコードー時代には本拠地である宮城県や青森県をはじめとする東北地方の各テレビ局にてCMを放映していた。
- ケーズデンキブランドに転換後はデンコードー独自のCMは放映されず、同社のCMがそのまま放映されている。
  - デンコードーがケーズデンキに転換された当初は、東北地方では「ケーズデンキ by Denkodo」としてデンコードーを強調するCMが放映されていたが、北海道では株式会社池田運営の店舗が存在するため「by Denkodo」のCMは放映されていなかった[注 2]。

よつば電機
- 稲川淳二を起用し、東北地方や新潟県の各テレビ局に「稲川淳二のよつば大作戦!!」というCMを流していた。

### 過去にCMに出演した有名人
デンコードー
- 江守徹（2001年まで：CMではデンコー仮面としても出演）
- 原日出子（2002年 - 2007年）
- 海老一染之助（2005年 - 2007年「初売一番祭」）
- 筧利夫（2006年 - 2007年）
- 武田鉄矢（2007年 - 2008年3月）

よつば電機
- 稲川淳二